# Rolf Løvland
Rolf Løvland (Kristiansand, 19 aprile 1955) è un compositore, direttore d'orchestra e musicista norvegese.

## Biografia
Rolf Løvland ha studiato al Conservatorio di Kristiansand. Nella sua carriera ha scritto numerose canzoni ed è il principale fautore del successo delle Bobbysocks all'Eurovision Song Contest 1985. Sue sono anche Mitt Liv e Duett, che hanno rappresentato il paese scandinavo all'Eurofestival nel 1987 e nel 1994.
Dal 1995 fa parte del duo dei Secret Garden che con la sua composizione Nocturne vinse l'Eurovision Song Contest e che da allora, dopo più di dieci anni di carriera, gode di un notevole successo a livello internazionale.